# 竹市裕亮
竹市 裕亮（たけいち ゆうすけ、2004年10月6日 - ）は、愛知県出身の日本の柔道選手。階級は73kg級。身長177cm。血液型A型。組み手は右組み。兄は81㎏級の竹市大祐。

## 経歴
柔道は岡崎市柔道会で始めた。小学校5年の時に全国小学生学年別柔道大会45kg級で3位、6年の時には50kg級で2位となった。東海中学から大牟田高校へ進むと、2年の時にはインターハイ73㎏級の決勝で東海大相模高校1年の木原慧登に敗れて2位だった。全国高校選手権では準決勝で佐賀商業高校2年の田中龍雅に敗れて3位だったが、団体戦では優勝した。3年の時には金鷲旗で3位だった。インターハイでは決勝で木原に敗れて2位、団体戦では3位となった。2023年に国士舘大学へ進学すると、1年の時には全日本ジュニアの決勝で木原に敗れて2位にとどまった。講道館杯では準決勝で筑波大学1年の田中に敗れて3位だった。2年の時には全日本ジュニアの決勝で東海大学1年の木原を破って優勝した。続く世界ジュニアでは決勝で木原と再戦するも、内股で敗れて2位だった。グランプリ・リンツでは3回戦で敗れた。3年の時には体重別の決勝でパーク24の田中裕大に反則負けを喫して2位だった。7月のグランドスラム・ウランバートルでは3回戦でUAEのカズベク・ナグチェフに腕挫十字固で敗れた。
IJF世界ランキングは500ポイント獲得で89位(25/7/20現在)。

## 戦績
- 2015年 -　全国小学生学年別柔道大会　3位(45kg級)
- 2016年 -　全国小学生学年別柔道大会　2位(50kg級)
- 2021年 - インターハイ 2位
- 2022年 - 全国高校選手権 個人戦 3位 団体戦 優勝
- 2022年 - 金鷲旗 3位
- 2022年 - インターハイ 個人戦 2位 団体戦 3位
- 2023年 - 全日本ジュニア 2位
- 2023年 - 講道館杯 3位
- 2024年 - スペインジュニア国際 2位
- 2024年 - 全日本ジュニア 優勝
- 2024年 - 世界ジュニア 2位
- 2025年 - 体重別　2位

(出典)